# Tercera búsqueda del Jesús histórico
Período de la Búsqueda del Jesús histórico. La denominación Tercera búsqueda del Jesús histórico (Third Quest) fue propuesto por Stephen C. Neil y Tom Wright en 1988, aunque se considera que sus planteamientos se venían forjando desde 1965. En esta nueva etapa se rebasan los ámbitos de la filosofía y la teología, dando entrada a numerosos estudios de diversos campos: sociología, psicología, historiografía, arqueología, etc.
- John Seargeant Kloppenborg
- Geza Vermes (1977)
- Morton H. Smith (1978)
- Sean Freyne (1980)
- Marcus J. Borg (1984)
- Elizabeth Schussler Fiorenza (1984)
- Ed Parish Sanders (1985)
- Richard A. Horsley (1985)
- Francis Gerald Downing (1987)
- Burton L. Mack (1988)
- Maurice Casey (1991)
- Graham H. Twelftree (1993)
- Craig A. Evans (1995)
- Bruce J. Malina (1995)
- Ben Witherington III (1995)
- Luke Timothy Johnson (1996)
- Rafael Aguirre Monasterio (1996)
- Dale C. Allison (1996)
- M. E. Boring (1996)
- Emiliano Vallauri (1998)
- Jesús Peláez del Rosal (1999)
- J. A. Fitzmyer
- Daniel Marguerat

## Evangelios biográficos
- Clyde Weber Votaw (1915)
- Peter Georgi
- David Laurence Barr
- Judith L. Wentling
- Gilbert G. Bilezikian
- Graham N. Stanton (1974)
- Charles H. Talbert (1978)
- Philip L. Schuler (1982)
- Klauss Berger (1984)
- Richard A. Burridge (1992)

## Jesus seminar
El Jesus Seminar es un grupo de 70 exégetas e historiadores. Este seminario se considera desvinculado de cualquier corriente religiosa o filosófica y tiene su sede en Sonoma (California). Está dirigido por John Dominic Crossan y Robert W. Funk. Publican sus conclusiones en la revista Foundations and Facets Forum.

## Diversas teorías sobre Jesús
La primera investigación del Jesús histórico marca el inicio de la Crisis antimodernista (1866-1961). Aprovechando el mejor conocimiento de los orígenes de los Evangelios, ahora se desarrolla la Tercera búsqueda del Jesús histórico, con las teorías siguientes (teorías en negrita, estudiosos en letra ordinaria):
- Jesús el mito: Cristo Divino
  - Earl Doherty
  - Timothy Freke y Peter Gandy
- Jesús el mito: Hombre del pasado indefinido 
  - Alvar Ellegård
  - G. A. Wells
- Jesús el héroe helenístico
  - Gregory Riley
- Jesús el revolucionario
  - Robert Eisenman
- Jesús el sabio de la sabiduría
  - John Dominic Crossan
  - Canguelo De Roberto
  - Burton Mack
  - Stephen J. Patterson
- Jesús el hombre del Espíritu
  - Marcus Borg
  - Stevan Davies
  - Geza Vermes
- Jesús el profeta del cambio social
  - Richard Horsley
  - Hyam Maccoby
  - Gerd Theissen
- Jesús el profeta apocalíptico
  - Bart Ehrman
  - Paula Fredriksen
  - Gerd Lüdemann
  - John P. Meier
  - E. P. Sanders
- Jesús el salvador
  - Timothy Johnson De Lucas
  - Robert H. Stein
  - N. T. Wright

(Véase Jésus, Nouveaux Visages d'une énigme, D. Marguerat et alii. Labor et Fides 1997)
- El contenido de este artículo incorpora material de una entrada de la Enciclopedia Libre Universal, publicada en español bajo la licencia Creative Commons Compartir-Igual 3.0.

- Datos: Q5848863